# Nos résistances
Pour plus de détails, voir Fiche technique et Distribution.
Nos résistances est un film français réalisé par Romain Cogitore, sorti  le 5 janvier 2011 dans les salles.

## Synopsis
En France en 1944, un secouriste de dix-neuf ans est plus intéressé par son amoureuse que par la guerre. Il monte au maquis pour impressionner la jeune fille, mais se retrouve rattrapé par les évènements. Au milieu d'un groupe de jeunes maquisards, il passe de l'adolescence à l'âge adulte, découvrant de plein fouet l'amour et la survie.

## Fiche technique
Sauf indication contraire, les informations mentionnées dans cette section peuvent être confirmées par la base de données cinématographiques IMDb,  présente dans la section « Liens externes ».
- Titre original : Nos Résistances
- Titre anglais : 15 Lads
- Réalisation : Romain Cogitore
- Scénario et dialogues : Romain Cogitore
- Images : Thomas Ozoux
- Son : Olivier Dandré, Manu Vidal, Benjamin Viau
- Montage : Nathalie Langlade
- Musique : Mathieu Lamboley, Booster
- Direction artistique, décors, costumes : David Faivre
- Scripte : Karinne Lecocq
- Production exécutive : Sophie Erbs
- Producteur : Tom Dercourt
- Assistant régisseur : Eric Poupounot
- Sociétés de production : Cinéma De Facto, avec le soutien de la Région Alsace, de la Région Lorraine, de la Communauté urbaine de Strasbourg, en partenariat avec le CNC, avec le soutien de la Procirep, de l'Angoa et de l'Agence culturelle d'Alsace[1], en association avec Cofinova 6, et avec la participation de Orange cinéma série et de CinéCinéma
- Sociétés de distribution : Shellac (France), Film Distribution (étranger)
- Budget : 1 M€
- Pays d'origine :  France
- Tournage : 
  - Langue : français
  - Période prises de vues : août 2009 à octobre 2009
  - Extérieurs : Vosges du Nord
- Format : couleur HD — 35 mm — 1.85:1 (Red-One Caméra) — son stéréophonique Dolby Digital SRD
- Genre : drame
- Durée : 86 minutes
- Projection en avant-première :  4 janvier 2011 au cinéma Star Saint-Exupéry[2] de Strasbourg (Bas-Rhin)
- Date de sortie :  5 janvier 2011 sortie nationale

## Distribution
- François Civil : Racine
- Grégoire Colin : Le Bourreau
- Grégory Gatignol : Zozo
- Jules Sitruk : Peigne
- Michel Vuillermoz : Lieutenant Lebel
- Jeanne Mettauer : Jeanne
- Juliette Lamboley : Véronique
- Jules Sadoughi : Ficelle
- Ralph Amoussou : L'Ours
- Olivier Guéritée : Poux
- Augustin Legrand : Tonio
- Hélène Foubert : La mère de Racine
- Bruno Paviot : L'adjudant
- Maxime Lefrançois : Le brigadier
- Stéphanie Crayencour : La sœur de Jeanne
- Anne Benoît : La mère de Véronique
- Christopher Buchholz : Le soldat allemand
- Rémi Forfert : Hulotte
- Jonathan Cipolla : Casanova
- Jean-Noël Grognard : Jeannot Lapin
- Quentin Binder : Binouze
- David Stoehr : Molière

## Production
Le film est inspiré en partie de l'histoire du grand-père de Romain Cogitore, Antoine Cogitore, même si Romain Cogitore ne considère pas son film comme un film historique. Le tournage se déroule dans les Vosges entre août et octobre 2009.

## Accueil
Le Monde qualifie le film comme un mélange entre un teen movie et un film de guerre. 

## Distinctions
- César 2012 : Pré-nomination au César du meilleur espoir masculin pour François Civil[7].